# HD 202299
HD 202299，又名CP-65 3900，SAO 254966、HR 8125，是一颗恒星，视星等为6.31，位于銀經329.44，銀緯-39.74，其B1900.0坐标为赤經21h 9m 43.7s，赤緯-65° -39.74′ 51″。